# Operatieassistent

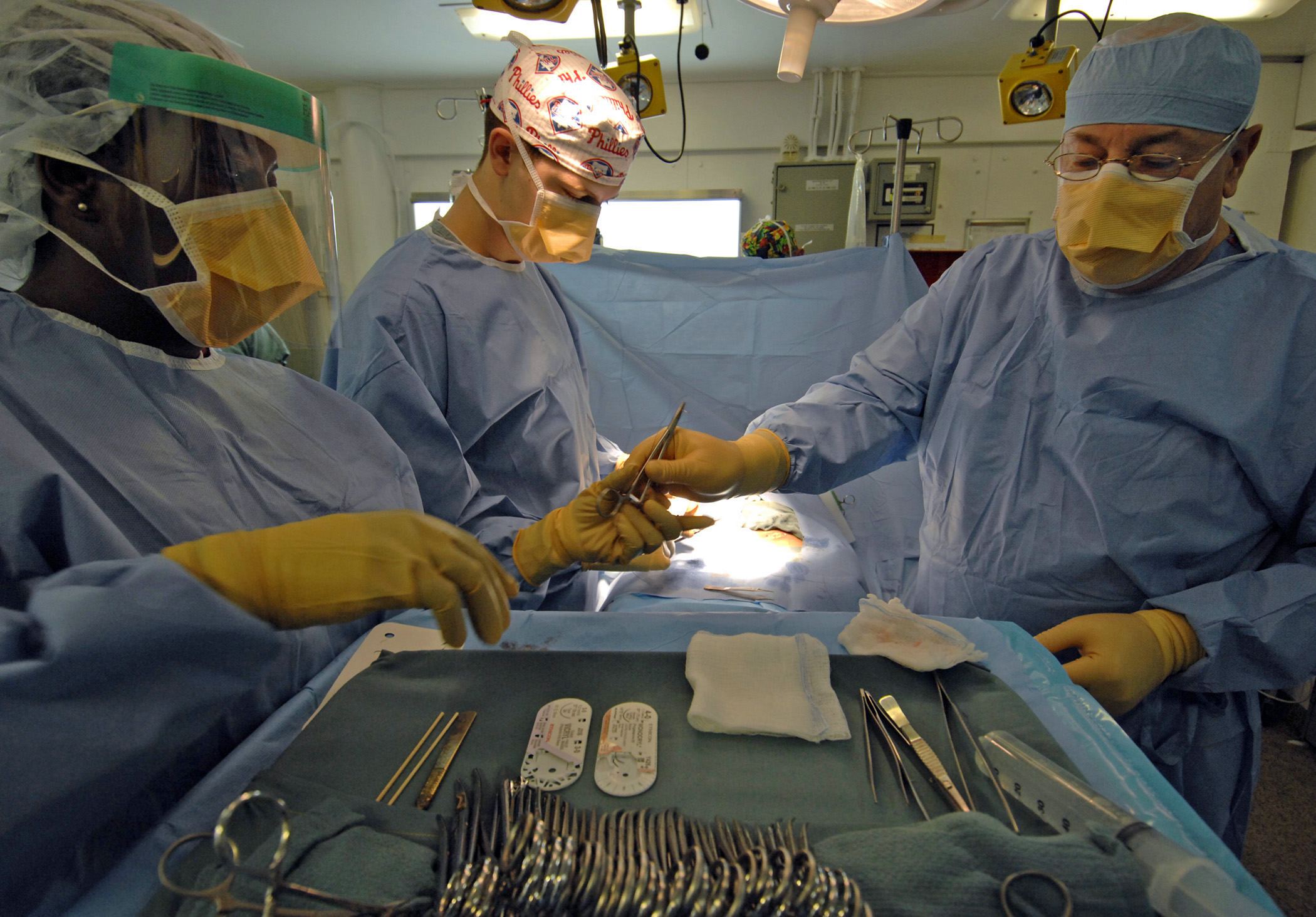
Een operatieassistent aan het werk
(persoon links op de foto)

Een operatieassistent biedt de chirurg (snijdend specialist) een helpende hand bij het uitvoeren van een operatie. Een operatieassistent bereidt de operatie voor, voert zelfstandig taken uit tijdens de operatie en draagt zorg voor de operatie-instrumenten.

## Functie
Voordat een patiënt geopereerd wordt, zorgt de operatieassistent er voor dat de operatiekamer met alle instrumenten, apparatuur en andere middelen bedrijfsklaar is.
Tijdens de operatie voert de operatieassistent verschillende taken uit. In vaktermen worden deze taken instrumenteren, omlopen of assisteren genoemd. Een instrumenterende operatieassistent geeft de chirurg op het juiste moment de benodigde instrumenten en andere materialen aan. De omlopende operatieassistent bedient de apparatuur, geeft extra materialen aan en verzorgt de administratie. De assisterende operatieassistent is de rechterhand van de chirurg. Taken zijn onder andere camerabediening bij kijkoperaties en hechtingen knopen.

## Opleiding

### Nederland

#### Opleiding tot operatieassistent
De initiële opleiding op hbo-niveau (NLQF/EQF niveau 6)  is een in-service opleiding die ongeveer drie jaar duurt. De opleiding is erkend door het College Zorg Opleidingen (CZO). Om toegelaten te worden dient men te solliciteren naar de functie operatieassistent in opleiding in een ziekenhuis. Deze opleiding start jaarlijks in februari en september. De student heeft gedurende de opleiding een dienstverband met een ziekenhuis. Het theoriedeel van de opleiding wordt verzorgd door een opleidingsinstelling en het praktijkdeel door het ziekenhuis. De eerste drie tot vier maanden van de opleiding is een theoriedeel met algemene lessen over anatomie/fysiologie en ziekteleer. Na deze periode wisselen theorielesblokken op school en praktijkleerperiodes in het ziekenhuis elkaar af. Op grond van erkenning van eerder verworven competenties kan een student in aanmerking komen voor vrijstelling van een deel van de opleiding.

#### Opleiding tot medewerker operatieve zorg
Deze opleiding op mbo-niveau leidt op tot het uitvoeren van assisterende werkzaamheden in de operatiekamer bij laag- en middel complexe zorg. Deze opleiding is erkend door het College Zorg Opleidingen (CZO). De opleiding heeft dezelfde opbouw als de opleiding tot operatieassistent en duurt ongeveer twee jaar. Medewerkers met deze opleiding kunnen een schakeltraject volgen en vervolgens instromen in de hbo-niveau opleiding tot operatieassistent.

#### Verpleegkunde-Technische stroom of Gezondheid & Technologie
Via hogescholen wordt een combinatie-opleiding tot hbo-verpleegkundige en operatieassistent aangeboden. In vier tot vijf jaar tijd worden twee diploma's behaald. Het studieprogramma wisselt per hogeschool.
Lijst van verpleegkundige specialisaties · portaal · afbeeldingen